# Eupithecia collustrata
Eupithecia collustrata là một loài bướm đêm trong họ Geometridae.